# Буб'єрка
Буб'єрка (ісп. Bubierca) — муніципалітет в Іспанії, у складі автономної спільноти Арагон, у провінції Сарагоса. Населення — 83 особи (2010).
Муніципалітет розташований на відстані близько 180 км на північний схід від Мадрида, 90 км на південний захід від Сарагоси.

## Демографія
Динаміка населення (INE ):